# Strmec pri Svetem Florijanu
Strmec pri Svetem Florijanu je naselje u slovenskoj Općini Rogaškoj Slatini. Strmec pri Svetem Florijanu se nalazi u pokrajini Štajerskoj i statističkoj regiji Savinjskoj. 

## Stanovništvo
Prema popisu stanovništva iz 2002. godine naselje je imalo 171 stanovnika.